# МАЗ-6440
МАЗ-6440 — экспериментальный прототип седельного тягача Минского автомобильного завода, предназначенный для междугородных и международных грузоперевозок на большие расстояния. Используется в сцепке с полуприцепом МАЗ-975830.
Модель тягача была представлена на Международном салоне грузовых и коммерческих автомобилей TIR'2011.

## Основные данные
На тягаче установлен двигатель ММЗ Д-283.4Е4-22, V8 Mинского моторного завода, мощностью 600 лошадиных сил, соответствующий экологическому стандарту Евро-4. Двигатель под данную модель был создан за 8 месяцев, за основу был взят двигатель Tутаевского завода (Ярославская область). В автомобиле установлена шестиступенчатая автоматическая коробка передач Allison 4500 R производства американской Allison Engine Company.
Водительская кабина по форме и габаритам (высота и ширина салона) взята от серийной модели МАЗ 6430а9. Капот и крылья сделаны из пластмассы, спальные полки нижнего яруса — из экологической фанеры.
Длина автопоезда с серийным полуприцепом МАЗ-975830 может достигать 18,45 метра, что не превышает допустимые в Белоруссии габариты.

## Дополнительное оснащение
- круиз-контроль,
- электроподъёмник люка кабины,
- цифровой тахограф,
- климатическая установка с электроприводом заслонок,
- зеркала с электроуправлением и электроподогревом,
- защитные решётки головных фар,
- система курсовой устойчивости,
- сиденья повышенной комфортности,
- кондиционер,
- DVD-проигрыватель (белорусского производства),
- TV-тюнер,
- подсветка подножек входа в кабину,
- холодильник.
- два спальных места[1][5].